# Adolf Karl Friedrich Wilhelm Trapp
Adolf Karl Friedrich Wilhelm Trapp (auch: Adolph) (* 13. Juni 1806 in Ober-Ohmen; † 27. Dezember 1876 in Friedberg (Hessen)) war Spitzenbeamter auf der mittleren Ebene der Verwaltung des Großherzogtums Hessen, zuletzt Kreisrat.

## Familie
Der Vater, Johann Christoph Baltasar Trapp (1768–1830), war zum Zeitpunkt der Geburt von Adolf Trapp Beamter des Gerichts Ober-Ohmen. Er war später von 1824 bis zu seinem Tod Landrat in Friedberg. Die Mutter von Adolf Trapp war Susanne Elisabeth Sophie von Bostel (1771–1840). Adolf Trapp heiratete am 12. August 1835 in Köln Emilie Kleberger (* 18. Juni 1815 in Elberfeld; † 26. Februar 1894 in Darmstadt). Deren Vater war Johann Philipp Kleberger (1785–1859), Kaufmann und Farbenfabrikant in Elberfeld und Wesseling, die Mutter Wilhelmine war eine geborene Buchholz. Die Familie war evangelisch. Aus der Ehe gingen hervor:
- Elise (1836–1916). Sie heiratete 1854 Georg Ludwig Friedrich Schenck (1824–1911), Rentamtmann in Gladenbach, zuletzt Geheimer Oberdomänenrat in Darmstadt.
- Otto (1840–1892), Kaufmann in Wien, heiratete 1862 in Dresden Johannetta Zania Bergson.[3]

## Karriere
Ab 1825 studierte Adolf Trapp an der Universität Gießen, wo er Mitglied im Corps Hassia Gießen wurde. Nach Abschluss des Studiums begann er eine Laufbahn in der Justiz des Großherzogtums Hessen und wurde zunächst provisorisch Hofgerichtssekretariatsakzessist am Hofgericht Gießen und 1831 dann Akzessist. 1835 wechselte er in die Verwaltung und als Sekretär zum Kreis Groß-Gerau, 1844 in gleicher Funktion zum Kreis Gießen.
Zum 1. August 1848 wurde er Regierungsrat und Kreisrat in Biedenkopf. Mit der durch die Revolution von 1848 im Großherzogtum Hessen ausgelösten Verwaltungsreform wurden Regierungsbezirke gebildet und die Kreise aufgelöst. Adolf Trapp wurde dabei mit dem Titel eines Direktors der Regierungskommission Chef des kollegialen Führungsgremiums im Regierungsbezirk Biedenkopf. Seine Kollegen waren Friedrich Ludwig Schaaf und Theodor Goldmann. Mit dem Sieg der Reaktion unter Ministerpräsident Reinhard Carl Friedrich von Dalwigk wurde die Reform 1852 wieder rückgängig gemacht, die alte Verwaltungsstruktur weitgehend wieder hergestellt, so auch der Kreis Biedenkopf, dessen Kreisrat Adolf Trapp wieder wurde. 1859 wechselte er in gleicher Funktion in den Kreis Friedberg, ein Amt, das er auch bei seinem Tod 1876 noch innehatte.

## Ehrungen
- 1861 verlieh ihm Großherzog Ludwig III. das allgemeine Ehrenzeichen „Für Verdienste“.[9]
- Ebenfalls 1861 erhielt er das Ritterkreuz I. Klasse des Verdienstordens Philipps des Großmütigen.
- 1867 Ritterkreuz I. Klasse des Großherzoglich Hessischen Ludwigsordens
- 1874 erhielt er den Titel „Geheimer Regierungsrat“.[10]